# Utriculofera tetrastigmata
Utriculofera tetrastigmata är en fjärilsart som beskrevs av Rothschild 1916. Utriculofera tetrastigmata ingår i släktet Utriculofera och familjen björnspinnare. Inga underarter finns listade i Catalogue of Life.